# Zizhongosaurus chuanchengensis
Zizhongosaurus chuanchengensis es la única especie conocida del género extinto
 Zizhongosaurus   (“lagarto de Zizhong”) de dinosaurio saurisquio saurópodo vulcanodóntido, que vivió a principios del período Jurásico, entre 178 a 176 millones de años, durante el Toarciense, en lo que es hoy Asia.  Zizhongosaurus  fue un pequeño saurópodo que alcanzó los 9,00 metros de largo, 2,5 de alto y 8 toneladas de peso. Era muy similar a un pequeño Barapasaurus, que habitó en la India en el mismo periodo. Zizhongosaurus se relaciona lo más de cerca posible con Barapasaurus, siendo ambos formas basales de Sauropoda.
Los restos de Zizhongosaurus  en el condado de Zizhong, en la provincia china de Sichuan, China por Dong, Zhou y Zhang, en 1983. El hallazgo de Zizhongosaurus   estableció la presencia de saurópodos en China durante el período jurásico temprano e indica que los saurópodos chinos fueron indígenas al área. Se conocen vértebras dorsales, humero y pubis de esta especie.
La especie tipo Zizhongosaurus chuanchengensis fue nombrada en 1983 por Dong Zhiming , Zhou Shiwu y Zhang Yihong . El nombre genérico se deriva del condado de Zizhong en la provincia de Sichuan. El nombre específico se refiere a la ciudad de Chuancheng.
Los especímenes tipo consisten en tres sintipos, V9067.1 es una vértebra dorsal parcial, V9067.2 es un húmero o parte superior del brazo y V9067.3, un pubis . Todos los especímenes probablemente formaban parte de un solo esqueleto, recolectado de la Formación Ziliujing . Zizhongosaurus fue descrito como una especie pequeña. En 1999, Li Kui mencionó una segunda especie, Zizhongosaurus huangshibanensis, pero sigue siendo un inválida no descrita.
Zizhongosaurus se asignó originalmente a Cetiosaurinae, pero autores posteriores lo colocaron en Vulcanodontidae, como un pariente de Barapasaurus , o en Shunosaurinae. Hoy en día se considera a menudo un dudosa.